# Mali Vrh pri Prežganju
Mali Vrh pri Prežganju – wieś w Słowenii, w gminie miejskiej Lublana. W 2018 roku liczyła 107 mieszkańców. 